# Liste des principales œuvres pour violon solo
Cet article est une liste d'œuvres notables pour violon seul, classées par nom du compositeur.

## A
- Motohiko Adachi
  - Air per violino solo (1968)
  - Aria for Unaccompan;dlld ,,el d Violin (s:ss!1968)

## B
- Grażyna Bacewicz
  - Sonate (pour violon solo) (1929)
  - Sonate no 1 (pour violon solo) (1941)
  - Sonate no 2 (pour violon solo) (1958)
  - Caprice Polonais
- Johann Sebastian Bach
  - Sonates et partitas pour violon seul
- Jason Bahrs;s 
  - Paraclete
  - Ephemeral Rhapsody
- Béla Bartók
  - Sonate pour violon solo (1944)
- Heinrich Ignaz Franz Biber
  - Passacaglia
- Ernest Bloch
  - Suite pour violon seul, no 1 (1958)
  - Suite pour violon seul, no 2 (1958)
- Pierre Boulez
  - Anthèmes (1991)
- Stephen Brown
  - Four Romances and a Lunch, cinq mouvements pour violon solo (2005)
  - Violin Suites

Takkakaw Falls, suite pour violon solo (2003, 2004)
There Was a Lady in the East, suite pour violon solo (2007)

## C
- John Cage
  - Freeman Etudes (en)
- Elliott Carter
  - Four Lauds pour violon (1999, 1984, 2000, 1999)
    - I. Statement—Remembering Aaron (1999)
    - II. Riconoscenza per Goffredo Petrassi (1984)
    - III. Rhapsodic Musings (2000)
    - IV. Fantasy—Remembering Roger (1999)
- John Craton
  - Sonata for Solo Violin (2007)

## D
- Matthew Davidson (arz)
  - Bergamasques (2013)
- Edison Denisov
  - Sonata for violin solo (1978)
- Joël-François Durand
  - Roman pour violon (1982)

## E
- Iván Erőd
  - Drei Stücke für Violin solo op.27 (1979)
  - GeburtstagsPRÄSENT dem treuen Freund GErHArD o.op (2007)

## G
- Antonio García (es)
  - Your room at midnight[1] (2018)
- Jorge Grundman
  - Terezin Through the Eyes of the Children (2012)

## H
- Karl Amadeus Hartmann
  - 2 Sonates pour violon non accompagné (1927)
  - 2 Suites pour violon non accompagné (1927)
- Hans Werner Henze
  - Sonate pour violon solo (1977)
- Gilad Hochman (en)
  - Variations for violin solo (2003)
- Paul Hindemith
  - Sonate pour violon solo, Op.11, no 6
  - Sonate pour violon solo, Op. 31, no 1 (1924)
  - Sonate pour violon solo, Op. 31, no 2 (1924)
- Joaquim Homs
  - Sonata per a violí (1941)
  - Dos moviments per a violí sol (1957)
- Arthur Honegger
  - Sonate pour violon solo (1940)

## J
- Pascale  Jakubowski
  - Migration de la Belle-Dame pour violon solo et environnement électroacoustique (2019)

- André Jolivet
  - Suite rhapsodique (1965)

## K
- Aram Khachaturian
  - Sonata-Monologue pour violon non accompagné (1975)
- Ernst Krenek
  - Deux sonates pour violon solo (Op. 33, 1925 et Op. 115, 1948)
- Rodolphe Kreutzer
  - 42 études ou caprices
- Fritz Kreisler
  - Recitativo et Scherzo Caprice

## L
- Ana Leira Carnero
  - Adagio pour violon solo (2022)
- Karol Lipinski
  - Trois Caprices pour violon solo dédiés à Niccolò Paganini, op. 10
  - 3 Caprices de concert, op. 27
  - Caprices, op. 29
- Franz Liszt
  - Sonate en si mineur pour violon solo (trans. Noam Sivan) (2007)
- Pietro Locatelli
  - 24 Caprices (L'arte del violino, op. 3, 1733)
- Theo Loevendie
  - Dance (1986)

## M
- Jean Martinon
  - Sonatine nº 5 (Op.32, no 1, 1942)
- Donald Martino
  - Romanza (2000)
  - Sonata (2003)
- Darius Milhaud
  - Sonatine pastorale (1960)
- Konstantin G. Mostras (en)
  - Esquisse nº 2 (publiée dans Strad magazine, 2006)

## N
- Carl Nielsen
  - Praeludium og Tema med Variationer (Op. 48, 1923, FS 104)
  - Preludio e Presto (Op. 52, 1927-8, FS 128)
- Serge Nigg
  - Sonate pour violon seul

## P
- Niccolò Paganini
  - 24 caprices pour violon (1819)
- Johann Georg Pisendel
  - Sonate en la mineur pour violon solo (1730)
- Sergei Prokofiev
  - Sonate pour violon solo en ré majeur, Op. 115 (1947)
- Zoltan Paulinyi (pt)
  - Entre Serras e Cerrado (1995)
  - Flausiniana (1996)
  - Abstrato (2003)
  - Acalanto no 1 (2003)
- Gerhard Präsent (en)
  - Sonata regina per S.F. (1987)

## R
- Reger Max
  - Quatre sonates pour violon  seul, op. 42
  - Sept sonates pour violon seul, op. 91
  - Huit préludes et fugues, op. 117
  - Six préludes et fugues, op 131a

- Hilding Rosenberg
  - Sonate no 1 pour violon solo Op. 12 (1920, révisée en 1966)
  - Sonate no 2 pour violon solo (1953)
  - Sonate no 3 pour violon solo (1963, révisée en 1967)

## S
- Roger Sessions
  - Sonate pour violon solo
- Sergey Stadler
  - Caprice pour violon no 14

## T
- Georg Philipp Telemann
  - 12 Fantaisies
- Damien Top
  - Yakov's Lament (2012)
- Joan Tower
  - Platinum Spirals (1976)
  - String Force (2010)
- Eduard Tubin
  - Sonate pour violon solo (1962)

## U
- Erich Urbanner
  - Solo (1971)

## V
- Franz von Vecsey
  - Preludio e Fuga
- Johann Joseph Vilsmayr
  - Six Partitas (Artificiosus Concentus pro Camera)

## W
- Mieczyslaw Weinberg
  - Three solo sonatas
- Johann Paul von Westhoff
  - Six partitas pour violon solo
  - Suite for solo violin
- Charles Wuorinen
  - The Long and the Short (1969)
  - Violin Variations (1972)

## Y
- Eugène Ysaÿe
  - Six sonates pour violon seul, Op. 27 (1923)
- Isang Yun
  - Koenigliches Thema pour violon solo (1976)
  - Li-Na im Garten, Cinq pièces pour violon solo (1984/85)
  - Kontraste, Deux pièces pour violon solo (1987)